# Мягков, Павел Сергеевич
Па́вел Серге́евич Мягко́в (укр. Павло Сергійович М`ягков; род. 30 декабря 1992, Мелитополь, Запорожская область) — украинский футболист, защитник. Выступал за молодёжную сборную Украины до 21 года.

## Клубная карьера
В детско-юношеской футбольной лиге Украины начал выступать в 2006 году за «Мелитополь». Затем находился в расположении запорожского «Металлурга», а позже вновь вернулся в «Мелитополь».
Первой профессиональной командой стал в 2009 году, мелитопольский «Олком». 11 апреля 2009 года дебютировал во Второй лиги Украины в домашнем матче против кировоградской «Звезды» (0:2), Александр Шудрик выпустил Мягкова на 75 минуте вместо Ивана Рилова. В «Олкоме» Павел выступал на позиции левого полузащитника. Всего за клуб во Второй лиге он провёл 33 игры и забил 2 мяча, в Кубке Украины сыграл в 2 матчах.
В начале 2011 года подписал контракт с луганской «Зарёй», после того как прошёл просмотр в команде. В «Заре» Павел взял себе 53 номер. 4 марта 2011 года дебютировал в молодёжном первенстве Украины в домашнем матче против луцкой «Волыни» (3:0). В составе дубля «Зари» Мягков стал основным игроком, выступая в качестве левого защитника и в сезоне 2010/11 провёл 11 матчей, в которых получил 2 жёлтых карточки.
26 октября 2011 года дебютировал в основном составе «Зари» в выездном матче Кубка Украины против «Сум» (1:3), Анатолий Чанцев выпустил Мягкова в стартовом составе, и он отыграл всю игру. 20 ноября 2011 года дебютировал в Премьер-лиге Украины в домашнем матче против харьковского «Металлиста» (1:5), Мягков отыграл весь матч.
26 сентября 2018 года стал игроком «Руха» (Хожув), подписав контракт до 30 июня 2019 года с возможностью продления ещё на год.
В 2023 году выступал за «НовАвтоТранс» в Кубке Содружества.

## Карьера в сборной
В январе 2012 года был вызван Павлом Яковенко в состав молодёжной сборной Украины до 21 года на Кубок Содружества в Санкт-Петербурге, вместе с одноклубником Ярославом Олейником. В составе сборной стал бронзовым призёром турнира, провёл всего 1 игру, 22 января 2012 года в матче группового соревнования против Латвии (2:0), Мягков начал матч в основе, но на 77 минуте был заменён на Ярослава Олейника.

## Достижения
- Победитель Первой лиги Украины: 2014/15